# Hull, Quận Portage, Wisconsin
Hull là một thị trấn thuộc quận Portage, tiểu bang Wisconsin, Hoa Kỳ. Năm 2010, dân số của thị trấn này là 5.170 người.